# Курошин, Дмитрий Николаевич
Дмитрий Николаевич Курошин (20 мая 1958, Леонидово, Сахалинская область — 22 октября 2021, Москва) — советский и российский хоккеист, вратарь. Тренер вратарей. Мастер спорта СССР.

## Биография
Прадед был инженером Петербургского монетного двора. Дед — генерал, Герой Советского Союза.[уточнить] Отец — артиллерист, служил на Сахалине, где и родился Дмитрий Курошин. Через пять лет семья переехала в Гродно, затем в Саратов.
Воспитанник саратовского «Кристалла», за который дебютировал в сезоне 1975/76 первой лиги. Со следующего сезона выступал за «Ижсталь» Ижевск, в сезоне 1977/78 вернулся в «Кристалл». В сезоне 1979/80 в составе «Ижстали» играл в высшей лиге, из которой вылетел вместе с командой.
В 1981 году был призван на военную службу. После того, как основной вратарь ЦСКА и сборной СССР Владислав Третьяк травмировался в Горьком, был вызван в ЦСКА. Но, играя на первой тренировке на незаточенных коньках, получил повреждение мениска, в результате чего долго восстанавливался. Выступал за армейские команды Калинина — Твери (1981/82, 1986/87 — 1990/91), Ленинграда (1981/82 — 1984/85), вторую команду СКА (1985/86 — 1986/87). Завершал игровую карьеру в новокузнецком «Металлурге» (1991/92 — 1995/96).
Преподавал в московском колледже, играл за ветеранский клуб «Легенды хоккея».
Работал тренером вратарей в командах «Металлург» Новокузнецк (2003/04 — 2006/07, 2011/12 — 2012/13), МХК «Крылья Советов» (2008/09 — 2009/10), «Спартак» Москва (2010/11), «Автомобилист» Екатеринбург (2013/14 — 2014/15), «Салават Юлаев» Уфа (2015—2016), «Торос» Нефтекамск (2017/18), «Лада» Тольятти (2018/19).
Скоропостижно скончался 22 октября 2021 года в возрасте 63 лет. Похоронен на Ястребковском кладбище.